# Plevnice
Plevnice (německy Plewnitz) je malá vesnice, část obce Olešná v okrese Pelhřimov. Nachází se 2 km na jihovýchod od Olešné. V roce 2009 zde bylo evidováno 36 adres. V roce 2001 zde trvale žilo 69 obyvatel.
Plevnice je také název katastrálního území o rozloze 4,07 km2.

## Další fotografie

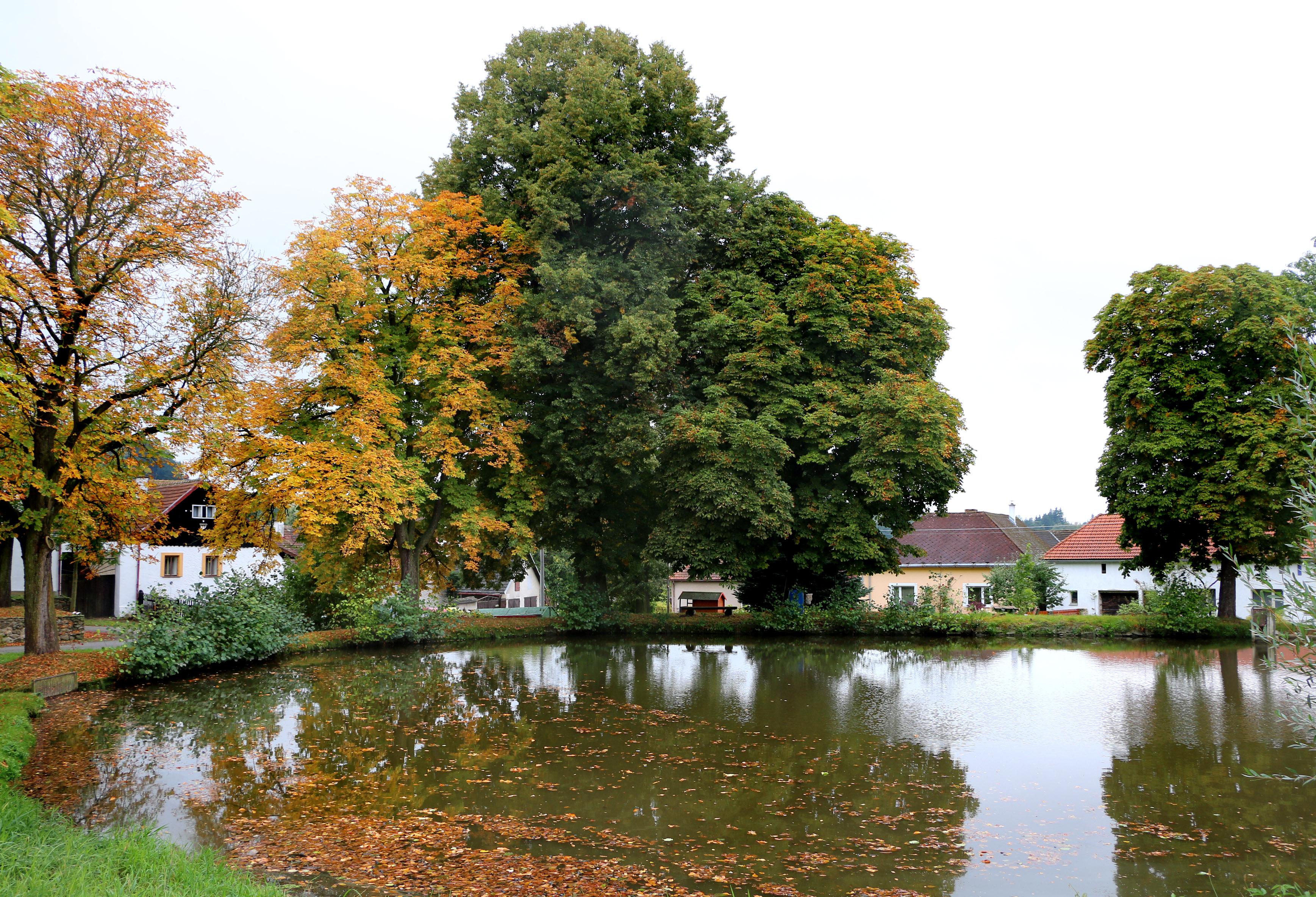
Rybník na návsi
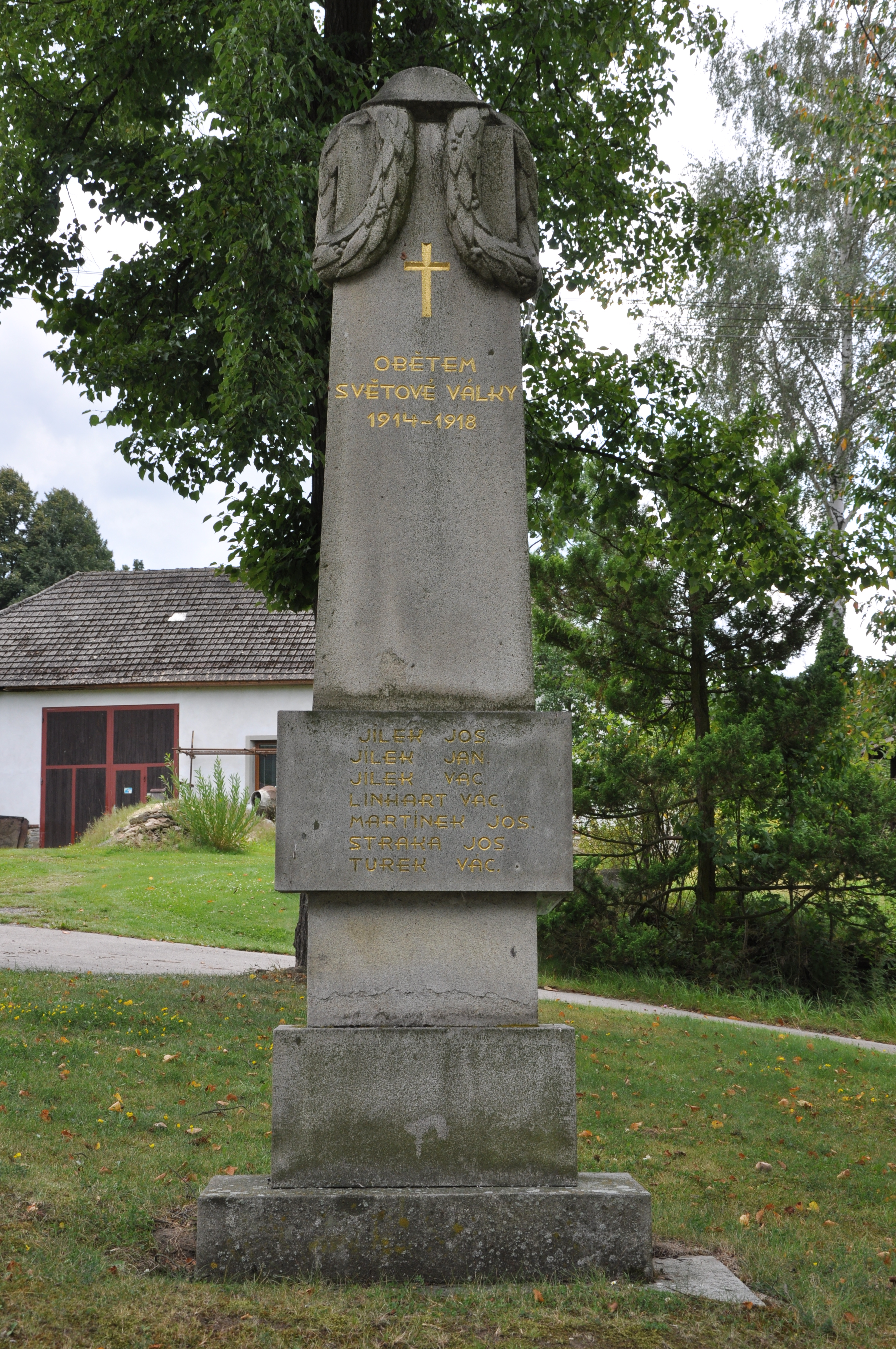
Památník obětem první světové války
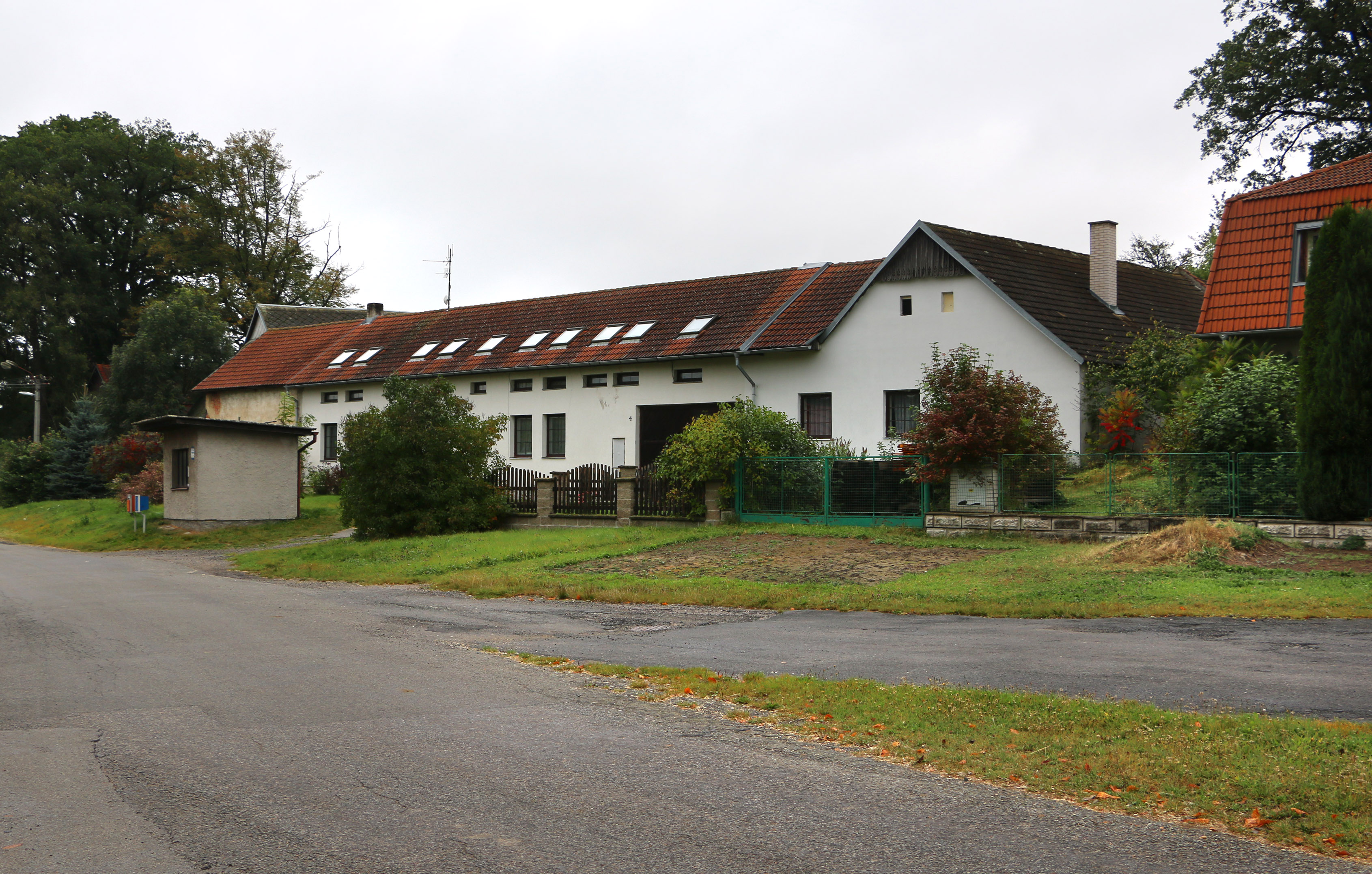
Autobusová zastávka